# Tudiya
Tudiya ca 2350 v.Chr. was volgens de Assyrische koningslijst de eerste koning van Assur, in de tijd dat 'koningen in tenten woonden'.
Lange tijd is Tudiya als legendarisch beschouwd, maar sinds de opgravingen van Ebla is men op andere gedachten gekomen omdat uit documenten daar bleek dat koning Ebrum van Ebla en koning Tudiya van Assur een verdrag gesloten hadden. Dit laat zien dat de geschiedenis van Assur tot in de 24e eeuw v.Chr. doorloopt en dat de oudere delen van de koningslijst toch niet geheel van waarheid ontbloot zijn. Verder laat het betrekkingen zien tussen het noordwesten van wat nu Syrië is en wat nu noordelijk Irak is.
Volgens de koningslijst werd Tudiya opgevolgd door Adamu, over wie verder niets bekend is.